# みんなの体操
みんなの体操（みんなのたいそう）とは、1999年（平成11年）9月にNHKと当時の郵政省簡易保険局（現在のかんぽ生命保険）が一般公募などから制定した一般向けの体操、およびそれを音楽に合わせて実演指導するNHKテレビの番組である（日本国内だけでなく海外でもNHKワールドで視聴できる）。

## 概要
1999年10月9日にはNHKホールにて発表記念式典が開催され小渕恵三内閣総理大臣、八代英太郵政大臣、海老沢勝二NHK会長をはじめ1000人が参加（役職は全て当時）、その翌日の10月10日に放送が開始された。
毎年（原則）7月第4日曜日か、7月第5日曜日か、8月第1日曜日に行われている「1000万人ラジオ体操・みんなの体操祭」でも、「みんなの体操」が行われる。

## 特徴
「みんなの体操」は年齢、性別、障害の有無に関わりなく体操ができるのを意識して作られた体操であり、以下の特徴を持っている。名前は、一般から公募した。
- 同じ音楽で立位（起立した状態）と座位（椅子に座ったままの状態）の2通りの方法がある。
- 高齢者に負担が少ないように、ラジオ体操に比べて運動量を低く抑えている。なお「みんなの体操」の制定に合わせて、従来からの「ラジオ体操第1」と「ラジオ体操第2」についても座位の体操が新たに作られた。
- 体操は以下の8科目からなる。

1. 手と腕の運動
2. 胸の運動
3. 上体ゆすり運動
4. 首の運動
5. 突き出し運動
6. 足・腰の運動
7. 腕と脚の運動
8. 深呼吸

## 楽曲
- 作曲：佐橋俊彦
- 指導：長野信一
- 監修：青山敏彦
- 演奏：フェイスミュージック・オーケストラ、もしくはピアノ伴奏者による演奏

## テレビ番組「みんなの体操」
テレビで放送される『テレビ体操』のうち、曜日を問わず「みんなの体操」のみを取り上げる放送時間帯（総合 毎週月曜～金曜 9:55-10:00）を『みんなの体操』の番組名で放送している。国際放送「NHKワールド・プレミアム」でも同時放送される。日本国内向けは解説放送付き。かつては衛星第2テレビでも土日のみ放送していた。
この他、『テレビ体操』として放送される時間のうち、Eテレ 6:25-6:35（火・土・日曜のみ）で「みんなの体操」を取り上げている。

### 番組の出演者
『テレビ体操』と同じ出演者が日替わりで出演する。各回の出演者は指導者1名とアシスタント2-3名。
「みんなの体操」は収録音源による伴奏が用いられることが多い。